# Gare de Pompey
La gare de Pompey est une gare ferroviaire française de la ligne de Frouard à Novéant, située sur le territoire de la commune de Pompey, au nord de Nancy, dans le département de Meurthe-et-Moselle en région Grand Est.
Elle est mise en service entre 1875 et 1882 par la Compagnie des chemins de fer de l'Est. C'est une halte ferroviaire de la Société nationale des chemins de fer français (SNCF) desservie par des trains TER Grand Est.

## Situation ferroviaire
Établie à 196 m d'altitude, la gare de Pompey est située au point kilométrique (PK) 344,777 de la ligne de Frouard à Novéant, entre les gares de Frouard et de Marbache. Gare de bifurcation, elle est l'origine de la ligne de Pompey à Nomeny (partiellement déclassée).

## Histoire
L'emplacement pour l'établissement d'une station à Pompey est fixé par la décision du ministre des travaux publics du 23 juillet 1875. L'estimation du coût de cette installation est de 118 000 fr dans le projet présenté le 11 août 1875. Un bâtiment standard « Est » type C tardif fut construit.

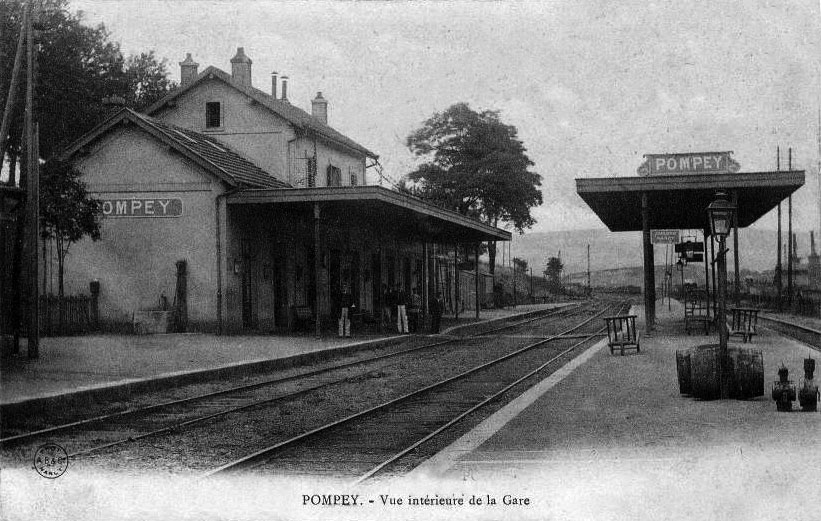
L'intérieur de la gare vers 1900.

En 1882, on élargit la plateforme du côté droit de la station, afin d'établir un raccordement provisoire pour la desserte du chantier de la ligne de Pompey à Nomeny et l'année suivante on agrandit la station. On va notamment lui ajouter une marquise contre le bâtiment voyageurs et une autre en entrevoie sur le quai central appelé alors trottoir d'entrevoie, ce projet approuvé le 13 février 1882 est en cours d'installation en avril 1884.
En 1901, on ajoute une voie de garage prévue par la décision ministérielle du 14 novembre 1900.
Depuis, la ligne a été électrifiée et la gare fut munie d'une passerelle. Le bâtiment voyageurs a complètement disparu.

## Fréquentation
De 2015 à 2024, selon les estimations de la SNCF, la fréquentation annuelle de la gare s'élève aux nombres indiqués dans le tableau ci-dessous.
| Année     | 2015   | 2016   | 2017   | 2018   | 2019   | 2020   | 2021   | 2022   | 2023   | 2024   |
| --------- | ------ | ------ | ------ | ------ | ------ | ------ | ------ | ------ | ------ | ------ |
| Voyageurs | 60 930 | 53 234 | 56 376 | 68 591 | 77 858 | 48 312 | 60 106 | 83 327 | 88 779 | 88 762 |

## Service des voyageurs

### Accueil
Halte SNCF, c'est un point d'arrêt non géré (PANG) à accès libre.
Une passerelle permet la traversée des voies et le passage d'un quai à l'autre.

### Desserte
Pompey est desservie par les trains TER Grand Est qui effectuent des missions entre les gares : de Nancy-Ville et de Metz-Ville, ou de Luxembourg.

### Intermodalité
Le stationnement des véhicules est possible à proximité.

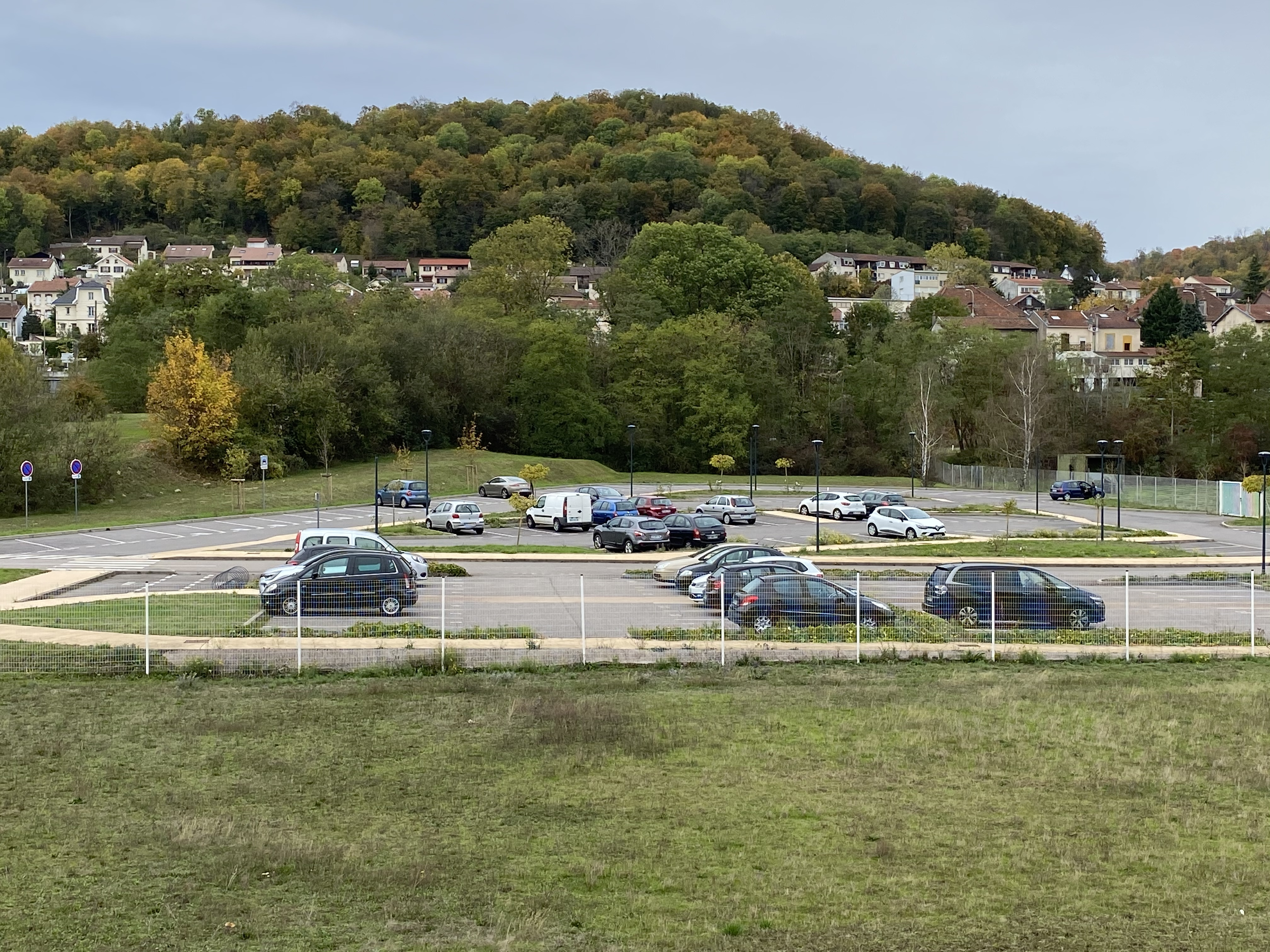
Parking proche de la gare

## Service des Marchandises
La gare de Pompey est ouverte au trafic fret pour la desserte d'une installation terminale embranchée.